# Gand-Wevelgem femminile 2016
La Gand-Wevelgem femminile 2016, quinta edizione della corsa e valida come quarta prova dell'UCI Women's World Tour 2016, si svolse il 27 marzo 2016 su un percorso di 115,3 km. La vittoria fu appannaggio dell'olandese Chantal Blaak, che completò il percorso in 2h56'00", alla media di 39,307 km/h, precedendo la tedesca Lisa Brennauer e l'olandese Lucinda Brand.
Sul traguardo di Wevelgem 89 cicliste, su 141 partite, portarono a termine la competizione.

## Squadre e corridori partecipanti
Partecipano alla gara 23 squadre con licenza UCI femminile e una rappresentativa nazionale australiana.
| N.      | Cod. | Squadra                     |
| ------- | ---- | --------------------------- |
| 1-6     | TLP  | Team Liv-Plantur            |
| 11-16   | DLT  | Boels-Dolmans Cycling Team  |
| 21-26   | RBW  | Rabo-Liv Women Cycling Team |
| 31-36   | WHT  | Wiggle-High5                |
| 41-46   | OGE  | Orica-AIS                   |
| 51-56   | LBL  | Lotto-Soudal Ladies         |
| 61-66   | HPU  | Hitec Products              |
| 71-76   | SEF  | Servetto-Footon             |
| 81-86   | ALE  | ALÉ-Cipollini               |
| 91-96   | CPC  | Cylance Pro Cycling         |
| 101-106 | LPR  | Canyon-SRAM Racing          |
| 111-116 | LZE  | Lensworld-Zannata           |

| N.      | Cod. | Squadra                          |
| ------- | ---- | -------------------------------- |
| 121-126 | LWW  | Lares-Waowdeals Women            |
| 131-136 | VLL  | Topsport Vlaanderen-Etixx        |
| 141-146 | BPK  | BePink                           |
| 151-156 | BPD  | Bizkaia-Durango                  |
| 161-166 | BTC  | BTC City Ljubljana               |
| 171-176 | CBT  | Cervélo-Bigla Pro Cycling Team   |
| 181-186 | PHV  | Parkhotel Valkenburg Continental |
| 191-196 | FUT  | Poitou-Charentes.Futuroscope.86  |
| 201-206 | TIB  | Team Tibco-Silicon Valley Bank   |
| 211-216 | T16  | Twenty16-Ridebiker               |
| 221-226 | UHC  | UnitedHealthcare Women's         |
| 231-236 | AUS  | Selezione australiana            |

## Ordine d'arrivo (Top 10)

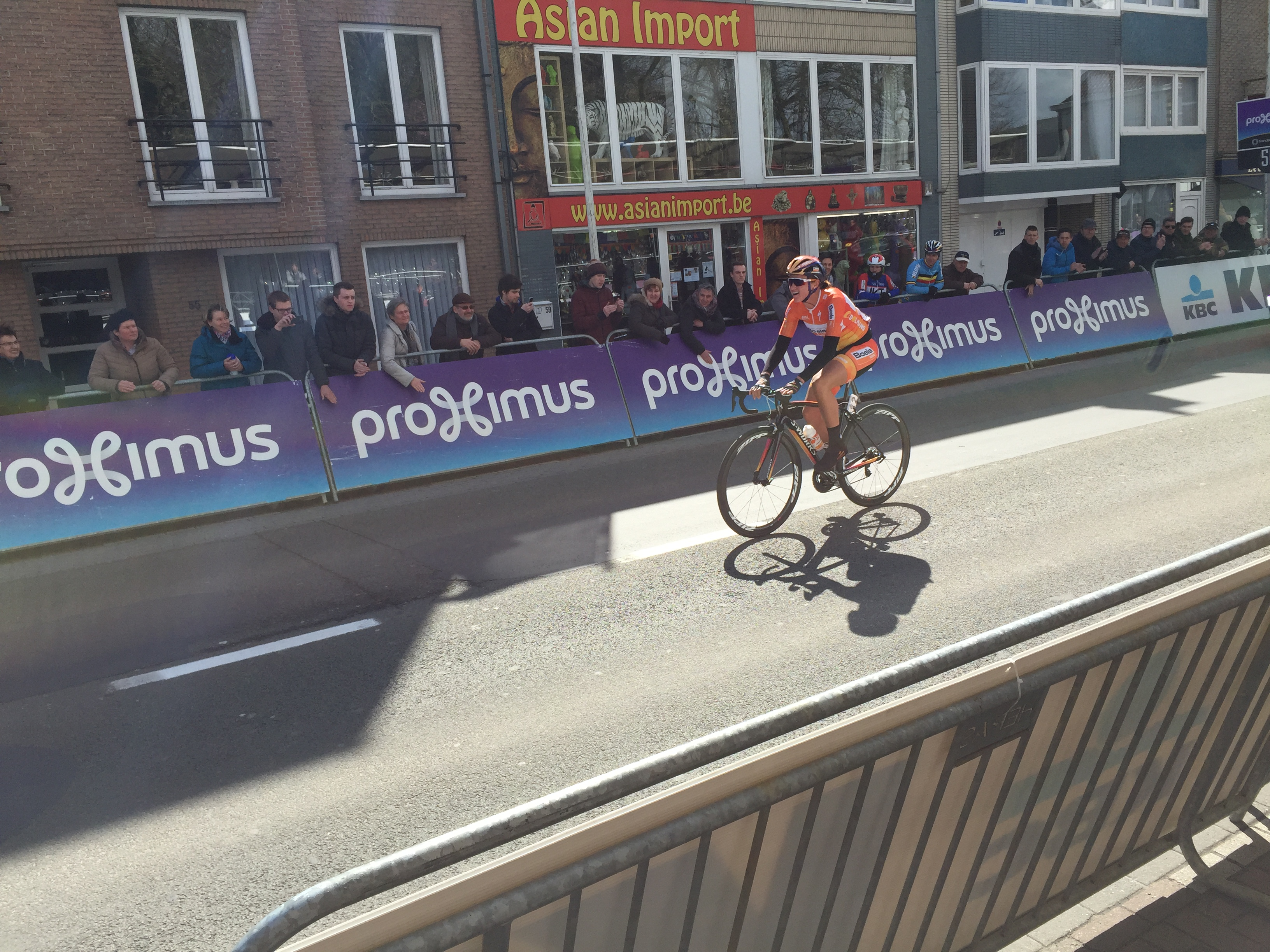
Chantal Blaak, vincitrice in solitaria sul traguardo di Wevelgem

| Pos. | Corridore            | Squadra       | Tempo    |
| ---- | -------------------- | ------------- | -------- |
| 1    | Chantal Blaak        | Boels-Dolmans | 2h56'00" |
| 2    | Lisa Brennauer       | Wiggle-High5  | a 1'24"  |
| 3    | Lucinda Brand        | Rabo-Liv      | s.t.     |
| 4    | Amy Pieters          | Wiggle-High5  | s.t.     |
| 5    | Carmen Small         | Bigla         | s.t.     |
| 6    | Annemiek van Vleuten | Orica-AIS     | s.t.     |
| 7    | Leah Kirchmann       | Liv-Plantur   | s.t.     |
| 8    | Ellen van Dijk       | Boels-Dolmans | s.t.     |
| 9    | Emma Johansson       | Wiggle-High5  | a 1'27"  |
| 10   | Romy Kasper          | Boels-Dolmans | a 1'32"  |